# Praticamente innocuo
Praticamente innocuo (titolo originale Mostly Harmless) è un romanzo del 1992 di Douglas Adams, quinto libro della serie della Guida galattica per gli autostoppisti.
Uscito dopo 8 anni dall'ultimo titolo della serie, non è mai stato chiaro se questo romanzo dovesse essere veramente l'ultimo, fino alla morte dell'autore avvenuta l'11 maggio 2001.
Il titolo è dovuto a una battuta che si può trovare all'inizio della serie, quando Arthur Dent scopre che alla voce "Terra" nella Guida Galattica per Autostoppisti corrisponde un'unica parola: "Innocuo". Il suo amico Ford Prefect, uno dei redattori della Guida, lo rassicura dicendogli che la prossima edizione della guida conterrà l'articolo riguardante la Terra che Ford stesso ha scritto negli ultimi anni passati sul nostro pianeta. Anche a causa della prematura scomparsa del pianeta, l'articolo rivisitato diventerà:
(Guida galattica per gli autostoppisti)
Il romanzo è stato pubblicato in italiano l'11 luglio 1993 nella collana fantascientifica Urania (n. 1209) ed è stato ristampato più volte.

## Trama
La storia riprende circa 17 anni dopo l'incontro tra Tricia McMillan e Zaphod Beeblebrox, ad una festa in maschera. Ma ci troviamo in un universo parallelo in cui la Terra non è stata fatta ancora esplodere dai Vogon e Tricia non è partita per lo spazio con Zaphod. Dopo quell'incontro Tricia ha abbandonato l'astronomia ed è diventata una Anchorwoman della televisione. Nonostante il successo Tricia non è soddisfatta della sua vita.
Un giorno tornando a casa, dopo un colloquio di lavoro andato male Tricia McMillan, vede atterrare nel suo giardino una astronave aliena della razza dei Grebulon. Gli alieni vengono dal decimo pianeta del nostro sistema solare e hanno il compito di monitorare la Terra. Hanno visto Tricia alla televisione. Così ella, pensando di fare uno scoop, decide di partire con gli alieni per il pianeta dove avevano stabilito la loro base, e di riprendere tutto con la sua videocamera.
Nel frattempo in un'altra dimensione Ford Prefect è tornato alla sede della Guida. Si rende conto che gli uffici non si trovano più nello stesso pianeta dove si trovavano l'ultima volta che ci aveva messo piede. Viene a conoscenza che la Guida è stata rilevata da un'altra compagnia e viene assegnato dal suo nuovo direttore alla rubrica dedicata ai ristoranti.
Arthur invece, da quando durante un volo nell'iperspazio, si erano perse le tracce della sua amata Fenchurch, girovaga per lo spazio in cerca di pianeti più o meno simili alla Terra in cui vivere. Per pagarsi i viaggi usa il denaro ricavato della vendita della sua saliva e di pezzetti di unghie dei piedi a una banca di DNA.
Ford scopre i piani di evasione fiscale, trame di racket, corruzione e imbrogli vari che accadono alla Guida. Scopre anche una nuova versione della Guida Galattica per Autostoppisti, sulla cui copertina si nota una scritta che dice "Fatevi prendere dal panico" e che i dirigenti della nuova compagnia non sono altro che Vogon.
Arthur, durante il peregrinare, è vittima di un incidente. La nave spaziale su cui viaggia si schianta sul pianeta Lamuella. Gli abitanti locali lo traggono in salvo, lui per ringraziarli decide di stabilirsi lì e diventa il Paninaio del pianeta. Un giorno Trillian si presenta nella sua capanna con una bambina. Arthur rimane sconvolto quando viene a sapere che Random (così si chiama la bambina) è sua figlia. Trillan era rimasta incinta della bambina quando si era rivolta ad una banca del DNA.
Trillian dice ad Arthur di occuparsi della figlia perché lei deve andare a seguire una guerra.
Nel frattempo Ford ruba la nuova guida, non potendo portarla fuori dal palazzo con sé, la spedisce via posta a sé stesso, ma mettendo l'indirizzo della capanna in cui vive Arthur su Lamuella.
Arthur decide di non aprire il pacco che Ford aveva spedito pensando che una cosa che è collegata a Ford non può mai essere nulla di buono. Però Random, talmente incuriosita dal vedere che cosa contiene il pacco, lo ruba e scappa nella foresta dove suo padre non l'avrebbe seguita. Random, trovata una caverna per ripararsi dalla pioggia, apre il pacco che contiene la guida. La guida assume la forma di un uccello e parlando con la bambina le dice che può fare qualunque cosa desideri: così Random decide di andare sul pianeta natale di sua madre e suo padre, la Terra. La guida quindi, fa arrivare una astronave che Random ruba, e con l'uccello meccanico, parte per una dimensione in cui la Terra esiste ancora.
Arthur, che inseguiva Random, non fa in tempo ad arrivare nel luogo in cui lei si trova e la vede partire. Nei pressi della caverna trova un uomo incosciente sdraiato a terra: Ford Prefect, tramortito con un sasso da Random.
Ford e Arthur si spiegano a vicenda le loro vicissitudini. Decidono di lasciare Lamuella, e l'unico modo per farlo è cavalcare una Bestia Perfettamente Normale, che appare e scompare in modo inspiegabile.
Intanto nella dimensione parallela, sulla Terra, Tricia, ritornata dal viaggio con gli alieni, si chiude in una sala di montaggio, a visionare il filmato che aveva registrato e si convince di essersi sognata tutto quanto e che lei per qualche motivo ha realizzato quel falso filmato. Quando esce dalla sala i suoi superiori le dicono che una astronave è atterrata a Regent's Park e dalla quale è scesa una bambina, in compagnia di un uccello, che parla inglese e tira pietre contro chiunque.
Tricia si reca sul posto dell'atterraggio e la bambina quando la vede le urla "Mamma!", e le lancia contro delle pietre.
Ford e Arthur, dopo aver incontrato Elvis Presley su un pianeta simile alla Terra, e aver comprato la sua astronave, atterrano anche loro a Londra in cerca di Random. Rintracciano Tricia e Random in un night club, il cui numero civico è 42, di nome Stavro Mueller's Beta. Questo locale era stato più volte nominato dopo l'incontro di Arthur con Agrajag nella cattedrale dell'odio, in particolare è uno dei posti in cui Arthur avrebbe dovuto contribuire per l'ennesima volta alla sua morte. Dopo tale incontro Arthur, sapendo di non poter morire prima di aver visitato quel posto, assume un certo comportamento di sfida alla morte per tutta la durata del libro. All'interno di questo locale si ritrovano Arthur e Ford, Tricia insieme a Random, e all'improvviso fa la sua comparsa anche Trillian, la vera madre di Random. Qui nasce una discussione, nella quale Random spara in direzione di suo padre, ma colpisce una persona dietro di lui che si scopre essere proprio Agrajag.
Il libro termina con la distruzione della Terra ad opera del Capo Grebulon, che ha preso questa decisione convinto di migliorare la sua situazione, su suggerimento del suo oroscopo mensile.
Alla fine emerge che la nuova guida è stata costruita dai Vogon per completare la distruzione della Terra in ogni dimensione possibile, utilizzando la retroingegneria temporale per portare Arthur, Ford, Trillian e Random insieme sulla Terra. Quando la Terra viene distrutta la Guida collassa su sé stessa.

## Dedica
A pagina 1 sull'edizione italiana sotto il titolo è presente la dedica A Ron.
A pagina 3 sotto il titolo invece c'è Un sentito grazie a Sue Freestone e Michael Bywater per il loro sostegno, il loro aiuto e i loro costruttivi insulti, ed immediatamente dopo, in un carattere più grosso e virgolettate, ci sono quattro frasi che sembrano tratte dalla Guida Galattica per gli Autostoppisti.
1. "Qualunque cosa che accade, accade"
2. "Qualunque cosa che, accadendo, ne fa accadere un'altra, ne fa accadere un'altra."
3. "Qualunque cosa che, accadendo, induce se stessa a riaccadere, riaccade."
4. "Però non è detto che lo faccia in ordine cronologico."

## Edizioni
- Douglas Adams, Mostly Harmless, 1992, ISBN 0-345-41877-8.
- Douglas Adams, Praticamente innocuo, traduzione di Laura Serra, collana Urania n° 1209, Arnoldo Mondadori Editore, 1993,  p. 150.
- Douglas Adams, Praticamente innocuo, traduzione di Laura Serra, collana I Massimi della Fantascienza n° 41, Arnoldo Mondadori Editore, 2000, ISBN 88-04-47278-2.
- Douglas Adams, Praticamente innocuo, traduzione di Laura Serra, collana Piccola Biblioteca Oscar n° 565, Arnoldo Mondadori Editore, 2007,  p. 140, ISBN 978-88-04-57211-4.

## I romanzi della Guida
- Guida galattica per gli autostoppisti, Urania N. 843, 1980 (The Hitchhiker's Guide to the Galaxy, 1979).
- Ristorante al termine dell'Universo, Urania N. 968, 1984	(The Restaurant at the End of the Universe, 1980).
- La vita, l'universo e tutto quanto, Urania N. 973, 1984 (Life, the Universe and Everything, 1982).
- Addio, e grazie per tutto il pesce, Urania N. 1028, 1986 (So Long, and Thanks for All the Fish, 1984).
- Praticamente innocuo, Urania N. 1209 (Mostly Harmless, 1992).
- E un'altra cosa..., Strade Blu, 2010 (And An Other Thing..., 2009).